# Premjer-Liga Mannen (volleybal)
Dit artikel geeft een overzicht van de Premjer-Liga Mannen bij volleybal. 

## Landskampioen (steden) Sovjet-Unie (1933-1936)
- 1933 Team Moskou
- 1934 Team Moskou
- 1935 Team Moskou
- 1936 Team Moskou

## Kampioenen Sovjet-Unie (1938-1991)
| - 1938 Spartak Leningrad - 1939 Spartak Leningrad - 1940 Spartak Moskou - 1945 Dinamo Moskou - 1946 Dinamo Moskou - 1947 Dinamo Moskou - 1948 Dinamo Moskou - 1949 CSKA Moskou - 1950 CSKA Moskou - 1951 Dinamo Moskou - 1952 VVS MVO Moskou - 1953 CSKA Moskou - 1954 CSKA Moskou - 1955 CSK MO Moskou - 1956 Oekraïense SSR - 1957 Spartak Leningrad - 1958 CSKA Moskou | - 1959 Spartak Leningrad - 1960 CSKA Moskou - 1961 CSKA Moskou - 1962 CSKA Moskou - 1963 Team Moskou - 1964 niet gespeeld - 1965 CSKA Moskou - 1966 CSKA Moskou - 1967 Oekraïense SSR - 1968 Kalev Tallinn - 1969 Boerevestnik Alma-Ata - 1970 CSKA Moskou - 1971 CSKA Moskou - 1972 CSKA Moskou - 1973 CSKA Moskou - 1974 CSKA Moskou - 1975 CSKA Moskou | - 1976 CSKA Moskou - 1977 CSKA Moskou - 1978 CSKA Moskou - 1979 CSKA Moskou - 1980 CSKA Moskou - 1981 CSKA Moskou - 1982 CSKA Moskou - 1983 CSKA Moskou - 1984 Radiotechnik Riga - 1985 CSKA Moskou - 1986 CSKA Moskou - 1987 CSKA Moskou - 1988 CSKA Moskou - 1989 CSKA Moskou - 1990 CSKA Moskou - 1991 CSKA Moskou |

## Kampioen GOS (1992)
| - 1992 Sjachtar Donetsk |